# Liste von Schiffen mit dem Namen Cuxhaven
Cuxhaven ist ein mehrfach genutzter Name von Schiffen, für den die gleichnamige Stadt Cuxhaven Pate stand. Die Schiffe trugen in der unten angegebenen Dienstzeit den Namen Cuxhaven.

## Schiffsliste
| Bezeichnung       | Schiffsart                  | Klasse / Typ         | Baujahr | Bauwerft                                                                | Eigner | Dienstzeit           | Verbleib                                                           | Bild |
| ----------------- | --------------------------- | -------------------- | ------- | ----------------------------------------------------------------------- | --- | -------------------- | ------------------------------------------------------------------ | ---- |
| Cuxhaven          | Raddampfer                  |                      | 1864    | Caird & Company, Greenock                                               | HAPAG (1866–1884) Unterelbesche Eisenbahngesellschaft (1884–1890) Ballins Dampfschiff-Rhederei (1890–1891)                        | 1866–1891            | 24. Juli 1891 gesunken                                             |      |
| Cuxhaven          | Frachtschiff                |                      | 1882    | W. B. Thompson & Co., Dundee                                            | Yorkshire Coal & Steam Shipping Co. (1882–1895) Goole Steam Shipping Co. (1895–1905) Lancashire and Yorkshire Railway (1905–1911) | 1882–1911            | 1. November 1916 im Mittelmeer vom deutschen U-Boot U 21 versenkt. |      |
| Cuxhaven          | Raddampfer                  |                      | 1887    | Scott & Co., Greenock                                                   | Stade Altländer-Dampfschiffahrts- und Rhederei-Gesellschaft                                                                       | 1905–1919            | 1919 abgewrackt                                                    |      |
| Cuxhaven          | Fischdampfer                |                      | 1891    | Neptun Werft, Rostock                                                   | Robert Dohrmann (1891–1892) Korrespondentreeder Dietrich Bartels (1892–1909)                                                      | 1891–1909            | 1925 in Schweden abgewrackt                                        |      |
| Cuxhaven          | Fischdampfer                |                      | 1892    | Schichau Seebeck, Bremerhaven                                           | Erdmann Lefke, Geestemünde | 1910–1914            | 1965 abgewrackt                                                    |      |
| Cuxhaven          | Raddampfer                  |                      | 1895    | Scott & Co., Greenock                                                   | Hamburg-Stade Altländer-Linie | 1924–1929            | 1929 abgewrackt                                                    |      |
| Cuxhaven          | Schlepper                   |                      | 1897    | Schiffswerft und Maschinenfabrik (vorm. Janssen & Schmilinsky), Hamburg | Schrader & Wrede | 1897–1917            | 1942 gesunken, gehoben, an Eigner zurück; Verbleib unklar          |      |
| Cuxhaven          | Lotsenschoner               |                      | 1901    | Peters Werft, Wewelsfleth                                               | Stadt Hamburg | 1901–1929            | seit 1930 Atalanta; in Fahrt                                       |      |
| Cuxhaven I        | Zollkreuzer                 |                      | 1909    | Schiffswerft und Maschinenfabrik (vorm. Janssen & Schmilinsky), Hamburg | Hauptzollamt Cuxhaven | 1909–1940, 1941–1956 | 1956 verkauft, Verbleib unklar                                     |      |
| Cuxhaven          | Fischdampfer                |                      | 1912    | Schichau Seebeck, Bremerhaven                                           | Deutsche Seefischerei | 1919–1928            | 1939 verschollen                                                   |      |
| Cuxhaven          | Fischdampfer                |                      | 1921    | Deutsche Werke, Rüstringen                                              | Nordsee Deutsche Hochseefischerei                                                                                                 | 1929–1939            | 1943 nach Minenexplosion abgewrackt                                |      |
| Cuxhaven II       | Zollkreuzer                 |                      | 1931    | Norderwerft, Hamburg                                                    | Oberfinanzdirektion Hamburg | 1931–1940, 1941–1952 | 1962 verkauft, Verbleib unklar                                     |      |
| Cuxhaven          | Passagier-Motorschiff       |                      | 1936    | Stülcken-Werft, Hamburg                                                 | HADAG | 1936–1967            | Verbleib nach 1975 ungeklärt                                       |      |
| Cuxhaven III      | Zollkreuzer                 |                      | 1938    | Norderwerft, Hamburg                                                    | Oberfinanzdirektion Hamburg | 1938–1940, 1941–1952 | 1963 verkauft, Verbleib unklar                                     |      |
| Cuxhaven          | Fischdampfer                | Typ Gauleiter Bürkel | 1940    | Schichau Seebeck, Bremerhaven                                           | Nordsee Deutsche Hochseefischerei                                                                                                 | 1940–1940            | 1984 abgebrochen                                                   |      |
| Cuxhaven          | Frachtdampfer               | Hansa Typ A          | 1943    | Deutsche Werft, Hamburg                                                 | HAPAG | 1943–1945            | 1952 in Honduras gestrandet                                        |      |
| Cuxhaven          | Fischdampfer                | Einheitsfischdampfer | 1949    | Schiffbau-Gesellschaft Unterweser, Bremerhaven                          | Nordsee Deutsche Hochseefischerei                                                                                                 | 1949–1960            | 1962 abgewrackt                                                    |      |
| Cuxhaven          | Frachtmotorschiff           |                      | 1956    | Nordseewerke, Emden                                                     | Bugsier-Reederei, HAPAG | 1956–?               | 1982 abgewrackt                                                    |      |
| Cuxhaven (M 1078) | Minensuchboot               | Lindau-Klasse        | 1959    | Burmester Werft, Bremen-Burg                                            | Deutsche Marine | 1959–2000            | 2000 an estnische Marine verkauft, 2009 außer Dienst               |      |
| Cuxhaven          | Fischereimotorschiff        |                      | 1961    | Rickmerswerft, Bremerhaven                                              | Nordsee Deutsche Hochseefischerei                                                                                                 | 1961–1979            | 1980 abgewrackt                                                    |      |
| Cuxhaven          | Container-Frachtschiff      | Sietas Typ 81        | 1976    | Norderwerft, Hamburg                                                    | W. Meyer, Wischhafen-Hammelwörden                                                                                                 | 1976–2000            | in Fahrt                                                           |      |
| Cuxhaven          | Fischereimotorschiff        |                      | 1990    | Mützelfeldtwerft, Cuxhaven                                              | Deutsche Fischfang Union | 1990–2000            | in Fahrt                                                           |      |
| Stadt Cuxhaven    | Container-Frachtmotorschiff |                      | 1996    | Mützelfeldtwerft, Cuxhaven                                              | Thien & Heyenga, Hamburg | 1996–1997            | in Fahrt                                                           |      |
| Abis Cuxhaven     | Frachtschiff                |                      | 2011    | Hangzhou Dongfeng Shipbuilding, Hangzhou                                | Abis Shipping, Harlingen | 2017–2018            | in Fahrt                                                           |      |
| Cuxhaven          | Frosttrawler                |                      | 2017    | Myklebust Verft, Ålesund                                                | Deutsche Fischfang Union | seit 2017            | in Fahrt                                                           |      |